# Pierre de Lafitte-Falentin de Saintenac
Pierre de Lafitte-Falentin de Saintenac est un homme politique français né le 4 mai 1828 à Paris et décédé le 24 avril 1914 à Pamiers (Ariège).

## Biographie
Fils de Joseph Falentin de Saintenac, député de l'Ariège sous la Monarchie de Juillet, il s'engage dans un régiment de hussards, puis dans la garde de l'impératrice. En 1860, il rejoint l'armée pontificale comme capitaine des dragons.
Il est conseiller général du canton de Saint-Girons le 8 octobre 1871, député de l'Ariège de 1871 à 1876, inscrit à la Réunion des réservoirs, et siégeant à droite avec les monarchistes légitimistes. Il sera battu à la députation dans l'arrondissement de Pamiers en 1876 par Théodore Vignes, puis en 1877 par Jules Lasbaysses.